# Ямуга (деревня)
Ямуга — деревня в Клинском районе Московской области России. Относится к городскому поселению Клин (Ямуговский территориальный отдел). Население — 417 чел. (2010).

## История
В XIX веке деревня Ямуга входила в состав Завидовской волости Клинского уезда. В 1899 году в деревне проживало 477 человек.
Согласно Всероссийской переписи, в 2002 году в деревне проживало 393 человека (171 мужчина и 222 женщины). По данным на 2005 год в деревне проживало 349 человек.
В 1994—2006 годах — центр Ямуговского сельского округа.
| 2002 | 2006 | 2010 |
| ---- | ---- | ---- |
| 393  | ↘349 | ↗417 |

## Расположение
Деревня Ямуга находится на Ленинградском шоссе примерно в 7 км к северу от центра города Клин. В 2 км западнее деревни находится платформа Ямуга Октябрьской железной дороги. Рядом с деревней протекает река Ямуга. Рядом с деревней расположен посёлок Ямуга, который имеет статус отдельного населённого пункта.